# 小文間
小文間（おもんま）は、茨城県取手市の地名。郵便番号302-0001。

## 地理
取手市東南部に位置する。北は小泉・清水・中田・渋沼・桜が丘、東は神浦、龍ケ崎市豊田、利根町羽根野・布川、南は我孫子市江蔵地・新木・古戸・中峠、西は長兵衛新田に隣接する。利根川・小貝川に挟まれた地域であり、河岸には草原が多くバードウォッチングで利用される観察地として知られる。

### 河川
- 利根川
- 小貝川
- 相野谷川[3]

## 世帯数と人口
2017年（平成29年）6月30日現在の世帯数と人口は以下の通りである。
| 町丁   | 世帯数  | 人口    |
| ------ | ------- | ------- |
| 小文間 | 919世帯 | 2,145人 |

## 交通

### 鉄道
当地内に鉄道は走っていない。

### バス
大利根交通自動車の路線バスが茨城県道11号取手東線を通っていて、
取手駅東口と龍ケ崎市の北方車庫などを結んでいる。
小文間には馬坂、平石、中妻、小文間公民館前、東京芸大前、東京藝術大学（敷地内）、天神前、戸田井と8つのバス停がある。

### 道路
- 茨城県道11号取手東線 - 戸田井橋

## 施設
- 東京芸術大学（取手キャンパス）
- 茨城県立取手松陽高等学校
- 旧・取手市立小文間小学校 - 1873年、戸田井西光院にて開校。2015年3月31日をもって旧取手市立井野小学校と旧取手市立吉田小学校との統合により閉校。2015年4月1日、「取手市立取手東小学校」として旧取手市立吉田小学校の跡地に開校
- 小文間郵便局
- 取手警察署小文間駐在所
- 認定こども園取手幼稚園 - 1969年、取手井野団地の開発にともない、井野団地幼稚園として､開園。その後、取手幼稚園に改称。2019年4月、小文間に移転